# Личенца
Личе́нца (итал. Licenza) — коммуна в Италии, располагается в области Лацио, в провинции Рим.
Население составляет 1001 человек (2008 г.), плотность населения составляет 57 чел./км². Занимает площадь 18 км². Почтовый индекс — 26. Телефонный код — 0774.
Покровителем населённого пункта считается святой Рох.

## Демография
Динамика населения:

## Администрация коммуны
- Официальный сайт: http://www.priminet.com/licenza